# Зонд Сенґстакена — Блекмора
Зонд Сенґстакена — Блекмора (зонд стравохідний типу «Блекмор») — медичний прилад, що застосовується для зупинки кровотечі з варикозно розширених вен стравоходу та кардіального відділу шлунка, а також для запобігання закидуванню шлункового вмісту в стравохід і ротову порожнину.
Зонд має вигляд трипросвітної гумової трубки з двома балонами: круглим шлунковим на кінці та циліндричним стравохідним дещо вище. Два з трьох каналів зонда застосовуються для роздування балонів, а третій канал служить для відсмоктування шлункового вмісту та контролювання ефективності гемостазу.
Здебільшого зонд застосовується в разі недоступності або неефективності ендоскопічного гемостазу та судинозвужувальної терапії при гострих загрозливих для життя кровотечах із судин стравоходу та кардіального відділу шлунка.

## Історія
Зонд названий на честь американського нейрохірурга Роберта Вільяма Сенґстакена старшого (1923—1978) та американського судинного хірурга Артура Блекмора (1897—1970), які створили концепцію та розробили зонд на початку 1950-х років.
Описи балонної тампонади судин стравоходу датуються ще 1930-ми роками. Сама система двобалонної тампонади Сенґстакена та Блекмора від 1950-х років дотепер зазнала відносно невеликої кількості змін.

## Покази
Показами для встановлення зонда Сенґстакена — Блекмора є такі стани:
- Гостра загрозлива для життя кровотеча із судин стравоходу або шлунка, що не піддається зупинці (зокрема шляхом ендоскопічного гемостазу та введенням судинозвужувальних засобів)
- Гостра загрозлива для життя кровотеча із судин стравоходу або шлунка, коли ендоскопічний гемостаз і судиннозвужувальна терапія є недоступними.

Існують описи успішного застосування зонда для зупинки кровотечі при важкому виразковому езофагіті та для тампонади ротоглоткової кровотечі під час огляду ушкодженої сонної артерії.

## Протипокази
Протипоказами для встановлення зонда Сенґстакена — Блекмора є такі стани:
- Зупинка або сповільнення кровотечі з варикозно розширених вен;
- Наявність в анамнезі недавньої операції із залученням стравохідно-шлункового стику;
- Наявність стриктури стравоходу.[4]

## Встановлення

### Обладнання
Для встановлення зонда Сенґстакена — Блекмора застосовується таке обладнання:
- Зонд для шлунково-стравохідної балонної тампонади
- Конектор Y-зонда, або інший схожий адаптер, за відсутності в складі єдиної системи
- Тракційний прилад
- Манометр або сфігмоманометр
- Прилад для вакуумного відсмоктування із трубкою та конекторами
- Зондові затискачі
- Великий шприц (60 мл)
- М'які іммоблізатори
- Водорозчинна змазувальна мазь
- Ножиці для екстреної декомпресії балонів.[5]

### Підготування пацієнта
Здійснюється місцева анестезія ротоглотки (спреєва або мазева). Більшості пацієнтів рекомендовано інтубацію із седацією. Головний кінець ліжка підіймається на 45°. Можливе альтернативне положення хворого на лівому боці.

### Техніка встановлення
1. Зонд вводиться через ніс. Після досягнення зондом шлунка роздувається дистальний (шлунковий) балон шляхом нагнітання близько 60 мл повітря за допомогою шприца.
2. Зонд підтягується до впирання, що забезпечує правильне положення, за якого другий балон точно розміщений у стравоході.
3. Роздувається проксимальний (стравохідний) балон шляхом нагнітання 100—140 мл повітря, що в разі правильного встановлення зонда зупиняє кровотечу.
4. Відпускання стравохідного балона через декілька годин задля запобігання утворення пролежнів стравоходу та для контролювання гемостазу. Після цього:
  - якщо кровотеча відновлюється, то стравохідний балон знову надувають
  - якщо кровотеча не відновлюється, то зонд зі спущеним стравохідним балоном залишають задля можливості повторного роздування в разі рецидиву кровотечі.[1]

## Ускладнення
Найчастішим ускладненням встановлення зонда є аспірація шлункового вмісту, найвищий ризик якої є під час процесу його встановлення. Можливий розвиток асфіксії при закупорюванні зондом дихальних шляхів. Перфорація або розрив стравоходу може виникнути первинно під час роздування неправильно розміщеного стравохідного балона або вторинно — на тлі некротичних змін слизової оболонки стравоходу, спричинених надлишковим роздуванням або занадто тривалим утримуванням роздутого стравохідного балона. У разі помилкового встановлення зонда в трахеї можливий розрив трахеї.
До легших ускладнень належать біль, гикавка, ерозії та виразки горла, стравоходу та шлунка, тискогенний некроз носа, губ і язика (зрідка на ділянці шкіри обличчя, де здійснено фіксацію зонда).

## Знезараження
Дезінфікування зондів-обтураторів здійснюється шляхом кип'ятіння в дистильованій воді упродовж 30 (+5) хвилин, з подальшим проведенням передстерилізаційного очищення в мийному розчині (0,5% розчин перекису водню та 0,5% розчин мийного засобу) за температури 50°С упродовж 15 хвилин. 
Відтак проводиться стерилізація в 6% розчині перекису водню за повного занурення приладу в розчин і перебуванні в ньому упродовж 360 (±5) хвилин за температури щонайменше 18°С.

## Прогноз
У дослідженні, яке вивчало прогноз для життя після контролювання кровотеч із варикозно розширених вен стравоходу за допомогою приладів для балонної тампонади (типу зондів Міннесота або Сенґстакена — Блекмора), Надлер і співавтори підрахували, що виживаність до виписки становила близько 59 %, а однорічна виживаність становила 41 %. У цьому ж дослідженні зазначається один випадок перфорації стравоходу, для якого було застосоване консервативне лікування.